# Gibsonton
Gibsonton est une census-designated place située dans le comté de Hillsborough, dans l’État de Floride, aux États-Unis. La ville doit sa célébrité au fait qu'elle a longtemps été la résidence hivernale des artistes de freak show de tous les États-Unis.

## Démographie
| 1990  | 2000  | 2010   | - | - | - |
| ----- | ----- | ------ | - | - | - |
| 7 706 | 8 752 | 14 234 | - | - | - |

Lors du recensement de 2010, elle comptait 14 234 habitants. 